# Гребля Сук-Н'тлета
Гребля Сук-Н'тлета (Souk N’tleta) – гідротехнічна споруда, що станом на середину 2020-х зводиться на півночі Алжиру за шість десятків кілометрів на схід від міста Алжир.
Метою проекту є водопостачання провінції Тізі-Узу, для чого використовуватимуть водозбірний басейн площею 540 км2. Гребля має перекрити долину уеду Бугдура (Bougdoura), який є лівою притокою уеду Себау (Sebaou), що досягає Середземного моря за понад півсотні кілометрів на схід від міста Алжир. Земляна споруда із глиняним ядром матиме висоту 95 метрів та довжину 156 метрів. Ліворуч від греблі для закриття сідловини проектом передбачена дамба заввишки 20 метрів, а праворуч облаштують водоскид, призначений для перепуску води під час повені.
Гребля утримуватиме водосховище об’ємом 89,5 млн м3 при нормальному рівні поверхні на позначці 122 метра НРМ (під час повені рівень може зростати до 125 метрів НРМ при об’ємі 97,6 млн м3).
Будівельні роботи почались в 2010 році і станом на лютий 2024-го ступінь готовності об’єкту оцінювалась у 80%.